# Epispádia
Epispádia é uma má formação do sulco e canal uretral que faz com que a uretra se abra na face dorsal do pénis. Associa-se frequentemente à extrofia da bexiga, mas pode ocorrer separadamente. Pode ter importância clínica, porque freqüentemente o orifício anormal é constritivo, resultando em obstrução do trato urinário e risco aumentado de infecções ascendentes.
Essa condição é considerada como uma variação intersexo por certas organizações intersexo.